# Ernest Rudel
Ernest Rudel, auch Ernst Rudel (* 1948) ist ein österreichischer Meteorologe und Klimatologe.

## Leben
Rudel legte 1966 an der Goethe Realschule in Wien die Matura ab. Nach der Präsenzzeit beim Heeres-Telegrafen-Regiment in St. Johann im Pongau und Wien studierte er ab 1967 Meteorologie und Geophysik mit dem Nebenfach Physik an der Universität Wien. 1973 erlangte er den Doktor der Philosophie in Meteorologie. 
Von 1974 bis zum Eintritt in den Ruhestand 2013 war Rudel bei der Zentralanstalt für Meteorologie und Geodynamik (ZAMG) in Wien tätig. Er begann seine dortige Arbeit in der Abteilung für Klimatologie, deren Leiter er ab 1985 war. 2009 wurde er Bereichsleiter für „Daten, Methoden, Modell“ und war somit unter anderem zuständig für die Abteilungen Datenerfassung und Datenprüfung, Numerische Wettermodelle, Klimaforschung, Geophysik und die Stabsstelle „Group on Earth Observation“. 2010 war er interimistischer Direktor der ZAMG.
Zudem war Rudel von 2009 bis 2014 Generalsekretär der Österreichischen Gesellschaft für Meteorologie.Auf internationaler Ebene war er ständiger Vertreter Österreichs in der Weltorganisation für Meteorologie und organisierte im Rahmen dieser Tätigkeit internationale Tagungen und Workshops. Er war auch im Projektmanagement von wissenschaftlichen Projekten in Zusammenarbeit mit in- und ausländischen Universitäten tätig, darunter die Universität Wien, die Universität für Bodenkultur Wien und die Universität Freiburg i. Br. Weiters war er Mitglied des Programm Board of Observations von EUMETNET und wirkte in der Koordinierung und Evaluierung verschiedener relevanter europäischer Projekte im Bereich Datenerfassung.
Rudel war regelmäßig als Experte im Rahmen von Interviews in Radio und Fernsehen präsent. Er hielt international Vorträge und Workshops bei zahlreichen Wetterdiensten, zum Beispiel beim Deutschen Wetterdienst, Meteo Schweiz und Météo-France, bei der National Oceanic and Atmospheric Administration, beim Chinesischen Amt für Meteorologie, beim Bureau of Meteorology und bei der Islamic Republic of Iran Meteorological Organization (IRIMO) in Iran.
Seit 1985 war Rudel als allgemein beeideter Sachverständiger für Meteorologie bei Straf- und Zivilgerichten sowie für Staatsanwaltschaften tätig und verfasste Befunde und Gutachten.
Rudel ist auch einer der Editoren der Zeitschrift Theoretical and Applied Climatology.

## Wissenschaftliche Schwerpunkte
Seine wissenschaftlichen Arbeiten befassten sich in erster Linie mit Human Bioklimatologie und mit der Entwicklung von Konzepten von automatischen Messstationen für meteorologische und klimatologische Zwecke. Er war maßgebend an der Entwicklung und Errichtung des teilautomatischen Messnetzes der Zentralanstalt für Meteorologie und Geodynamik beteiligt.

## Publikationen (Auswahl)
- mit E. Koch, N. Hammer: Long-Term Variations in Thermal Comfort in Vienna. In: Journal of Theoretical and Applied Climatology, 45, 1992, S. 257–264, doi:10.1007/BF00865516
- E. Rudel et al.: Mögliche Auswirkungen eines verstärkten Treibhauseffekts auf die Schneeverhältnisse in Österreich. In: Wetter und Leben 42, Heft 3/4/1990, S. 137–153.
- E. Rudel et al.: Classifications bioclimatologiques pour le tourisme qui concerne la santé de l'homme. Registre du premier Colloque sur les Applications de la Météorologie et leurs Intérêts Economiques, MeteoFrance, 1991
- Guidance for Management of Data from Automatic Weather Stations. Guide for Climatological Practices. WMO, 1997
- mit M. Zygmuntowski, A. Matzarakis, E. Koch: Thermal bioclimate Conditions in the Alpine regions of Austria. In: Hrvatski meteorološki časopis, Band 40 Nr. 40, 2005,  ISSN 1330-0083 S. 194–197.
- mit E. Koch, A. Matzarakis: Simulations of future Bioclimate in Austria. Proceedings of GWXVII 18.-21.4.2006, 2006
- mit E. Koch, A. Matzarakis, W. Marktl, H. Nefzger, S. Schunder-Tazber, M. Zygmuntowsk: ACTIVE the Austrian Climate and Health Tourism Initiative. Proceedings zur Technical Conference: Climate as a resource, Peking 1-2 November 2005, WMO 2006, S. 158–164.
- mit C. Wöber, W. Brannath, K. Schmidt, M. Kapitan et al.: Prospective analysis of factors related to migraine attacks: the PAMINA study. In: Cephalalgia 2007; 27, S. 304–314, doi:10.1111/j.1468-2982.2007.01279.x
- mit E. Koch, A. Matzarakis: Summer tourism in Austria and Climate Change. In: L. Oxley, D. Kulasiri (Hrsg.): MODSIM 2007 International Congress on Modeling and Simulation. Modeling and Simulation Society of Australia and New Zealand, December 2007, ISBN 978-0-9758400-4-7, S. 1934–1939.

- Einige Gedanken zur Zunahme der Extremwerte. In: R. Böhm, R. Godina, H. P. Nachtnebel, O. Pirker (Red.): Auswirkungen des Klimawandels auf die österreichische Wasserwirtschaft. Hrsg. von BmLFUW und ÖWAV, Wien 2008, S. 83–90, online (PDF)
- mit Andreas Matzarakis, Markus Zygmuntowski, Elisabeth Koch: Bioclimatic maps for tourism purposes. In: Physics and Chemistry of the Earth Parts A/B/C 35(1-2):57–62, 2010, doi:10.1016/j.pce.2010.03.009
- mit Karin Zebenholzer, Sophie Frantal, Werner Brannath: Migraine and weather: A prospective diary-based analysis. In: Cephalalgia 31(4):391–400, 2010, doi:10.1177/0333102410385580